# If’n
If’n – drugi album zespołu Firehose wydany w 1987 przez wytwórnię SST Records. Materiał nagrano we wrześniu i październiku 1987 w studiu "Radio Tokyo" w Venice (Los Angeles).

## Lista utworów
1. "Sometimes" (E. Crawford) – 3:24
2. "Hear Me" (M. Watt) – 2:37
3. "Honey, Please" (M.Watt) – 2:20
4. "Backroads" (G. Hurley) – 2:02
5. "From One Cums One" (M. Watt) – 2:24
6. "Making the Freeway" (M. Watt) – 2:07
7. "Anger" (K. Roessler) – 3:49
8. "For the Singer of REM" (M. Watt) – 3:17
9. "Operation Solitaire" (D. Vandenberg, J. Rocknowski) – 2:37
10. "Windmilling" (G. Hurley) – 2:17
11. "Me & You, Remembering" (M. Watt) – 1:32
12. "In Memory of Elizabeth Cotton" (E. Crawford) – 2:14
13. "Soon" (E. Crawford) – 3:11
14. "Thunder Child" (M. Watt) – 4:33

## Skład
- Ed Crawford – śpiew, gitara
- Mike Watt – gitara basowa
- George Hurley – perkusja

gościnnie
- Ethan James – pianino (3)
- Phranc – śpiew (12)

produkcja
- Mike Watt – producent
- Ethan James – nagranie, producent